# Epping (metropolitana di Londra)
La stazione di Epping è una stazione della linea Central della metropolitana di Londra.

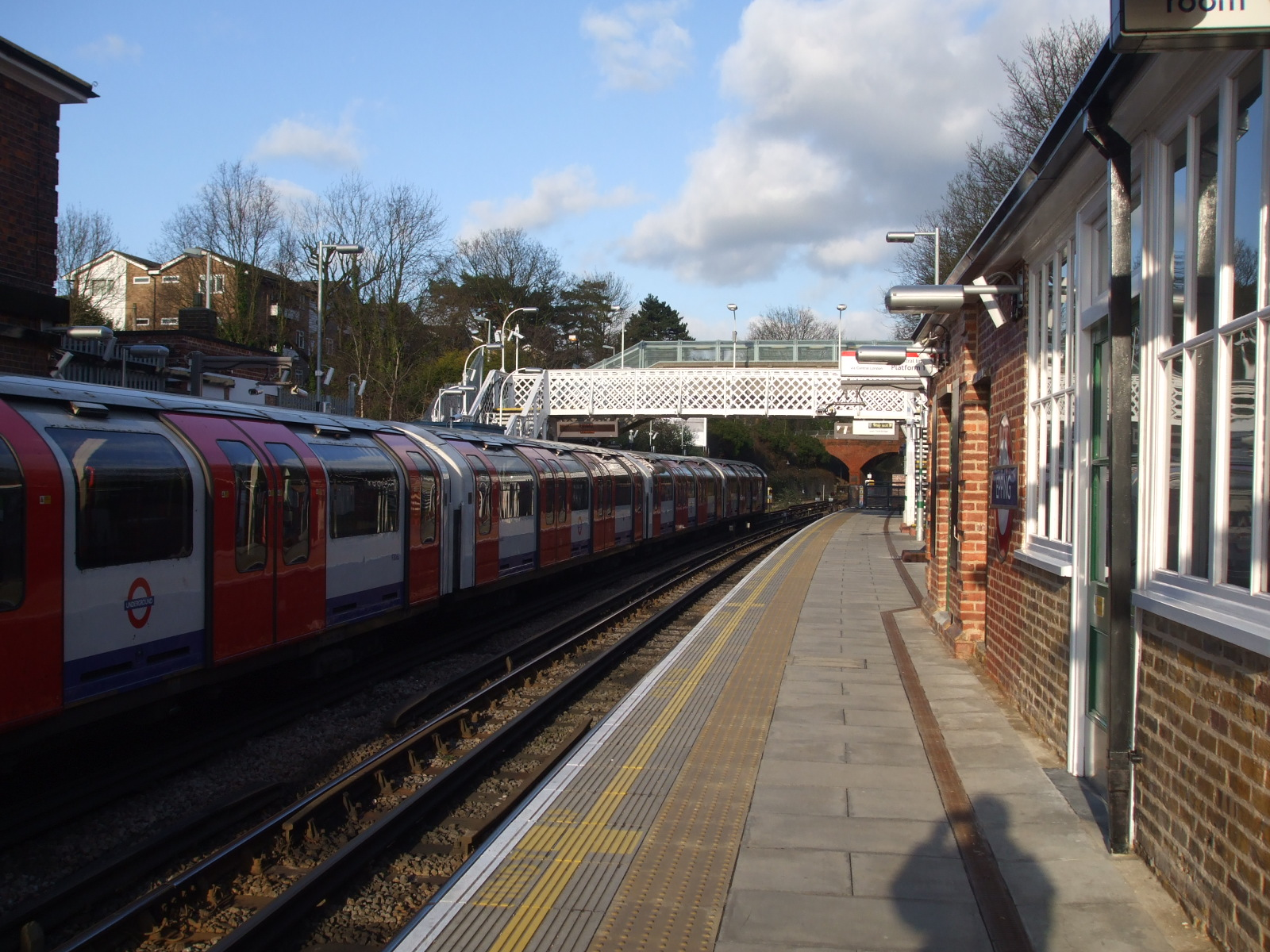
Piattaforma della stazione di Epping in direzione nord.

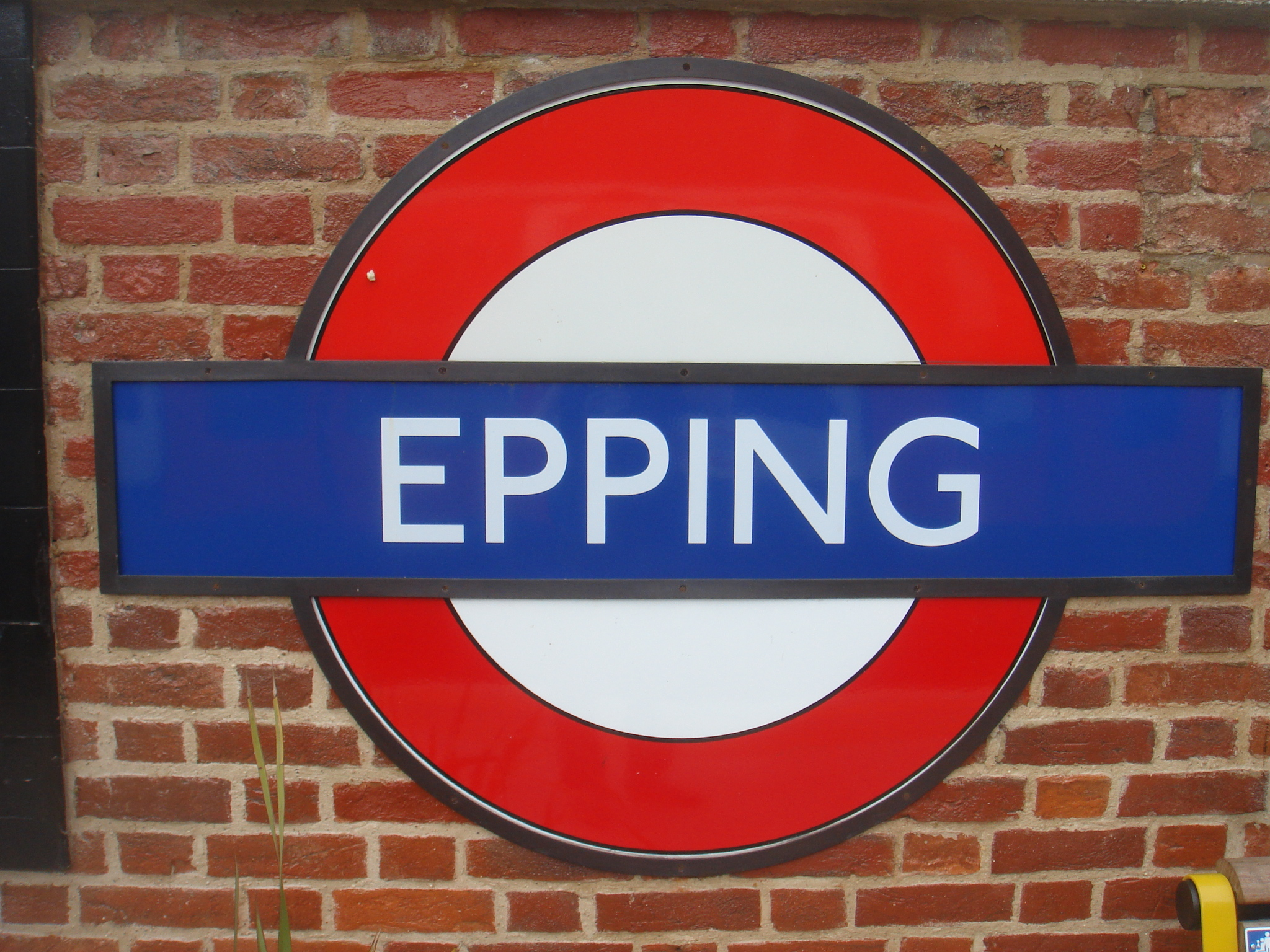
Roundel sulla piattaforma della stazione.

## Storia
Nel 1856 la Eastern Counties Railway aprì una linea a doppio binario da Stratford a Loughton. La Great Eastern Railway aprì il 24 aprile 1865 un prolungamento a binario singolo fino a Ongar. La popolarità della linea portò al raddoppio del binario tra Loughton ed Epping nel 1892. La linea era servita da 50 treni giornalieri tra Liverpool Street e Loughton, dei quali 22 proseguivano fino a Epping e altri 14 fino a Ongar.
Il 29 settembre 1949 la linea entrò a far parte della London Underground, che la rilevò dalla British Railways, quando i servizi della rete metropolitana furono estesi oltre la stazione di Loughton fino a Epping e la tratta divenne parte della linea Central. La sezione a binario singolo oltre Epping e fino a Ongar fu servita fino al 1957 da treni a vapore operati dalla British Railways e, in seguito, da treni elettrici della linea Central, ma rimase un servizio navetta separato, con i passeggeri provenienti dal centro di Londra che dovevano cambiare treno a Epping per proseguire verso Ongar via North Weald e Blake Hall. Questa sezione fu chiusa al traffico della metropolitana il 30 settembre 1994. Oggi è servita dalla ferrovia storica Epping-Ongar Railway.
Con la chiusura delle stazioni di North Weald e Ongar, Epping registrò un aumento del numero dei passeggeri intorno alla metà degli anni novanta. L'incremento è proseguito in seguito anche per l'aumento del numero dei residenti nella stessa Epping e nei villaggi dei dintorni. Un altro fattore di crescita è rappresentato dal fatto che molti abitanti di località quali Harlow, Bishop's Stortford e Chelmsford, situate non molto lontano da Epping, preferiscono usare la stazione della metropolitana rispetto alle stazioni della National Rail delle rispettive città, in quanto il viaggio per Londra è nettamente meno costoso. Questo utilizzo intensivo ha causato un sovraffollamento cronico dei parcheggi nella zona della stazione e ha causato tensioni tra i residenti locali e i pendolari provenienti da altre zone. I cittadini di Epping hanno lanciato nel 2008 una petizione online per chiedere la riapertura delle stazioni di North Weald e Ongar come parte della linea Central.
Epping ha il parcheggio pubblico più capiente di tutte le stazioni della metropolitana di Londra, con 519 posti.
Il viaggio più lungo che è possibile effettuare sulla rete metropolitana senza cambiare treni è quello fra Epping e West Ruislip: 54,9 km.

### Sviluppi futuri
Epping era una delle fermate previste nel progetto della linea Chelsea-Hackney, o Crossrail 2, attualmente in fase di sviluppo insieme al progetto Crossrail. La nuova linea avrebbe rilevato i servizi della linea Central da Leytonstone in poi e avrebbe avuto Epping come capolinea. Al momento le proposte approvate per la linea non includono questa estensione.

## Strutture e impianti
La stazione di Epping è situata su Station Road, a Epping, nel distretto di Epping Forest (Essex).
Si tratta di una stazione con due binari serviti da due banchine laterali; il fabbricato viaggiatori si trova a occidente del fascio dei binari, adiacente al binario; l'altro binario è raggiungibile tramite sovrappasso.
La stazione rientra nella Travelcard Zone 6.

## Servizi
La stazione dispone di:
- Sala d'attesa
- Accessibilità per portatori di handicap
- Emettitrice automatica biglietti
- Stazione video sorvegliata
- Parcheggio di interscambio

## Interscambi
Nelle vicinanze della stazione effettuano fermata alcune linee automobilistiche, gestite da Trustybus.
La Epping-Ongar Railway opera occasionalmente un servizio con autobus storici sulla Vintage Route 339 fino a North Weald.
- Fermata autobus